# Excusado eclesiástico
El excusado era un impuesto implantado por Felipe II de España en 1571, que gravaba a una casa dezmera elegida por la Casa Real entre las de una determinada parroquia —normalmente, aquella que más tributaba a la Iglesia—. La obligación consistía en que los diezmos que a dicha hacienda le correspondería ceder a la Iglesia eran pagados al Rey, con lo cual el hacendado quedaba excusado de hacerlo a la Iglesia. Por extensión, se daba también el nombre de excusado al parroquiano tributario de este impuesto.
El excusado era parte de las Tres Gracias que históricamente concedieron los papas de Roma a la monarquía de España, junto a la bula de la Santa Cruzada y el subsidio o décima, cuyo objeto era subvencionar a los monarcas en su defensa de la fe y ayudar a sufragar los costes que suponían para la Corona las guerras contra los infieles.

## Historia
Fue concedido por vez primera en 1567 por el papa Pío V a Felipe II con motivo de la guerra de Flandes que en aquellos momentos sostenían los tercios españoles contra los rebeldes calvinistas en los Países Bajos españoles y de los enfrentamientos contra los turcos musulmanes en el Mediterráneo, aunque el primer pago no se haría efectivo hasta 1571. El obispo de Cuenca y Comisario General de Cruzada Bernardo de Fresneda fue el encargado de llevar a cabo la primera recaudación. En 1578 Gregorio XIII dispuso que también contribuyeran a este servicio las órdenes religiosas y militares, independientemente de sus privilegios, y los colegios y universidades que se beneficiasen del pago de los diezmos. Inicialmente la Santa Sede lo concedió por un plazo de cinco años, que se fueron prorrogando sucesivamente hasta que en 1757 Benedicto XIV dispuso que la contribución fuera perpetua.
Las dificultades para concretar la cantidad a recaudar motivaron que a principios del siglo XVII Felipe III firmase concordias con el clero para fijar un montante a pagar a tanto alzado: Castilla y León pagarían anualmente 250.000 ducados, Aragón 10.000 libras jaquesas, Valencia 80.000 reales y Tarragona 7000 libras barcelonesas. Habiendo acordado de esta manera el pago de una cantidad fija, la carga fiscal que el clero debía soportar fue reduciéndose por las sucesivas devaluaciones de la moneda que tuvieron lugar en los años siguientes.

## Gestión
Desde su implantación, la gestión de las rentas obtenidas del excusado fue competencia exclusiva del Consejo de Cruzada, sin que el Consejo de Hacienda tuviera autoridad para intervenir en este asunto. Paralelamente, las Reales Audiencias no tenían jurisdicción sobre los pleitos surgidos en el proceso de su exacción, en los que los tribunales eclesiásticos conocían privativamente. Esta situación cambió en 1761, cuando Carlos III y su ministro el marqués de Esquilache encargaron el cobro a la Comisaría General de Cruzada y la administración a la Hacienda Real. En 1775 se firmaron nuevas concordias con algunas diócesis, que quedaron rotas en 1792, cuando se agravaron las necesidades económicas de la monarquía para la inminente guerra contra Francia. Dos años después la administración del excusado se encomendó a los Cinco Gremios Mayores.

## Desaparición
En el contexto de la desamortización de los bienes de la Iglesia, en febrero de 1837 el presidente Juan Álvarez Mendizábal propuso la supresión del diezmo eclesiástico sobre el que se sustentaba el excusado, habida cuenta de los perjuicios que causaba en la agricultura, sector sobre el que recaía mayormente su pago. 
Las Cortes aprobaron la medida en julio, 
pero la improvisación con que se llevó a cabo la desamortización, suprimiendo el diezmo antes de buscar una vía de ingresos alternativa, y la primera guerra carlista en que el país estaba inmerso en estos tiempos, motivaron que los diezmos siguieran cobrándose hasta 1841, en que tras aprobar la ley de dotación de culto y clero se suprimieron definitivamente, desapareciendo con ellos el excusado.